# Arari
Arari este un oraș în unitatea federativă Maranhão, Brazilia.